# Championnats de France de triathlon cross
Les championnats de France de triathlon cross sont une compétition annuelle décernant les titres individuels masculin et féminin de champion de France de triathlon pour la spécialité appelée cross triathlon. Ils sont organisés tous les ans depuis 2013 par la Fédération française de triathlon sur la combinaison d'épreuves de natation en eau libre, VTT et trail, sur la distance M.

## Historique
La première compétition internationale européenne de cross triathlon a lieu en 2007 en Espagne. Organisée par la Fédération européenne de triathlon, elle est suivie en 2011 par la Fédération internationale de triathlon qui organise le championnat du monde de cette spécialité. Les fédérations nationales suivent le mouvement et notamment la Fédération française de triathlon, qui crée en 2013 son premier championnat. Cette nouvelle pratique est motivée par une volonté d'offrir une offre de parcours plus diversifiée aux triathlètes, ainsi qu'un rapprochement vers des parcours plus naturels.
La première édition du championnat de France, organisée à Versailles, s'inscrit clairement dans une perspective de développement. Aucune qualification préalable n'est demandée et 250 triathlètes prennent part à cette nouvelle compétition.

## Organisation
L'épreuve se déroule sur la distance M du cross-triathlon, soit 1 km de natation, 22 km de VTT et 8 km de trail. Si les hommes et les femmes sont séparés dans les classements finaux, ils prennent tous ensemble le même départ.

## Palmarès
La première édition s'est déroulée à Versailles en 2013. Les deux éditions suivantes ont été organisées à Saint-Bonnet-Tronçais, en Auvergne.
| Année | Lieu                  | Format natation / VTT / trail | Hommes               | Hommes               | Hommes               | Femmes               | Femmes                  | Femmes            |                    |              |                  |
| ----- | --------------------- | ----------------------------- | -------------------- | -------------------- | -------------------- | -------------------- | ----------------------- | ----------------- | ------------------ | ------------ | ---------------- |
| Année | Lieu                  | Format natation / VTT / trail | 2013                 | Versailles           | 1 km / 23 km / 7 km  | Brice Daubord (1)    | Nicolas Fernandez       | François Carloni  | Marion Lorblanchet | Morgane Riou | Amandine Galindo |
| 2014  | Saint-Bonnet-Tronçais | 1 km / 25 km / 8 km           | Brice Daubord (2)    | Arthur Forissier     | Fabien Combaluzier   | Coralie Redelsperger | Morgane Riou            | Céline Valtat     |                    |              |                  |
| 2015  | Saint-Bonnet-Tronçais | 1 km / 24 km / 8 km           | Brice Daubord (3)    | Nicolas Fernandez    | François Carloni     | Morgane Riou (1)     | Amandine Galindo        | Perrine Philipe   |                    |              |                  |
| 2016  | Saint-Launeuc         | 1 km / 22 km / 8 km           | Brice Daubord (4)    | Nicolas Pierre Alain | Théo Dupras          | Morgane Riou (2)     | Laurence Buffet Senelle | Juline Morlet     |                    |              |                  |
| 2017  | Calvi                 | 1 km / 22 km / 8 km           | Brice Daubord (5)    | Arthur Forissier     | François Carloni     | Morgane Riou (3)     | Magali Moreau           | Maureen Demaret   |                    |              |                  |
| 2018  | Revermont             | 1 km / 22 km / 8 km           | Arthur Forissier (1) | Brice Daubord        | Nicolas Pierre Alain | Morgane Riou (4)     | Alizée Patiès           | Maureen Demaret   |                    |              |                  |
| 2019  | Bouzigues             | 1,4 km / 31 km / 8,5 km       | Arthur Forissier (2) | Mathurin Boutte      | Pierrick Page        | Alizée Patiès        | Magali Moreau           | Jessica Harrison  |                    |              |                  |
| 2020  | Condrieu              | 1 km / 22 km / 8 km           | Maxim Chané          | Arthur Forissier     | François Carloni     | Morgane Riou (5)     | Alizée Patiès           | Ségolène Lebéron  |                    |              |                  |
| 2021  | Devesset              | 1 km / 22 km / 8 km           | Arthur Forissier (3) | Julien Buffe         | Jules Dumas          | Morgane Riou (6)     | Alizée Patiès           | Perrine Goldman   |                    |              |                  |
| 2022  | Condrieu              | 1 km / 22 km / 8 km           | Arthur Forissier (4) | François Carloni     | Timothée Augueul     | Solenne Billouin     | Alizée Patiès           | Juliette Duquesne |                    |              |                  |
| 2023  | Veynes                | 1 km / 22 km / 8 km           | Théo Dupras          | Anthony Pujades      | Jules Dumas          | Ségolène Lebéron     | Solène Marnoni          | Romane Cizeron    |                    |              |                  |
| 2024  | Val-Revermont         | 1 km / 22 km / 8 km           | Nicolas Duré         | Théo Dupras          | Hugo Bourjon         | Romane Cizeron       | Emma Ducreux            | Camille Jobard    |                    |              |                  |